# Gaston Godel
Gaston Godel (Givisiez, Friburgo, 19 de agosto de 1914 - Domdidier, Friburgo, 17 de febrero de 2004) fue un atleta suizo especializado en la marcha atlética.
Participó en los Juegos Olímpicos de Londres de 1948 consiguiendo alzarse con la medalla de plata en la distancia de 50 km marcha.